# Garden City, Idaho
Garden City är en stad (city) i Ada County, i delstaten Idaho, USA. Enligt United States Census Bureau har staden en folkmängd på 11 217 invånare (2011) och en landarea på 10,5 km².